# Rhinomyobia australis
Rhinomyobia australis är en tvåvingeart som beskrevs av Brauer och Julius Edler von Bergenstamm 1893. Rhinomyobia australis ingår i släktet Rhinomyobia och familjen parasitflugor. Inga underarter finns listade i Catalogue of Life.